# 教宗御座轿夫圣母
《教宗御座轿夫圣母》（義大利語：Madonna Dei Palafrenieri)又名《圣母子和圣亚纳》（英語：Madonna and Child with St. Anne），是意大利巴洛克大师卡拉瓦乔成熟的宗教作品之一，创作于 1605-1606 年，用于圣伯多禄大殿内教宗御座轿夫圣亚纳会的祭台。这幅画曾短暂地安放在梵蒂冈的堂区教堂教宗御座轿夫圣亚纳堂，之后被移除，可能是因为其对圣母的描绘不合正统。 随后这幅画卖给了博尔盖塞枢机 ，现在挂在他的宫殿（ 博尔盖塞美术馆 ），与卡拉瓦乔的其他五幅作品同处一室：《捧着果篮的男孩》、《手提歌利亚头的大卫》（1606 年）、《生病的巴克斯》、《正在书写的圣热罗尼莫》和《圣若翰洗者》。